# Anisochromis mascarenensis
Anisochromis mascarenensis là một loài cá biển thuộc chi Anisochromis trong họ Cá đạm bì. Loài này được mô tả lần đầu tiên vào năm 2001. Tên tiếng Anh của loài này được gọi là Annie.

## Phân bố và môi trường sống
A. mascarenensis phân bố ở phía tây Ấn Độ Dương, và được tìm thấy ở Reunion, Mauritius và quần đảo Mascarene (nằm ở phía đông Madagascar). A. mascarenensis thường sống xung quanh các rạn san hô (sống và đã chết) trong các đầm phá, ở độ sâu khoảng 18 m trở lại.

## Mô tả
A. mascarenensis trưởng thành dài khoảng 2,5 cm và là loài dị hình giới tính. Cá thể đực lớn và dài hơn cá thể mái. Tuy mẫu vật sống của loài này không được mô tả chi tiết, những chú thích ghi lại cho biết, cá thể đực và mái của A. mascarenensis có nét tương đồng với loài họ hàng Anisochromis kenyae. Tuy nhiên, vây bụng của các loài trong chi Anisochromis có nét khác biệt.
Số ngạnh ở vây lưng: 1; Số vây tia mềm ở vây lưng: 25 - 26; Số ngạnh ở vây hậu môn: 1; Số vây tia mềm ở vây hậu môn: 17 - 18; Số vây tia mềm ở vây bụng: 13 - 14; Số ngạnh ở vây bụng: 1; Số vây tia mềm ở vây bụng: 4.
Thức ăn của A. mascarenensis có lẽ là rong tảo và các sinh vật phù du nhỏ. A. mascarenensis ưa sống dưới gốc những san hô có nhánh của chi Acropora.